# Чжу Чэнь
Чжу Чэнь (кит. трад. 諸宸, упр. 诸宸, пиньинь Zhū Chén, в России также известна как Жу Чэнь и Жу Чен из-за неверной транслитерации с пиньиня; род. 16 марта 1976, Вэньчжоу, Чжэцзян) — девятая чемпионка мира по шахматам, вторая по нокаут-системе.

## Биография
Начала играть в детском возрасте. В 1994 году приняла участие в чемпионате мира среди девушек до 20 лет и стала чемпионкой мира. Была включена в женскую сборную Китая на Олимпиаду (Москва, 1994), где китаянки заняли 3 место. В 1996 второй раз стала чемпионкой мира среди девушек до 20 лет с высоким результатом 12 из 13. На олимпиаде (Стамбул, 2000), выигранной китаянками, была в составе команды-победительницы с результатом 9 из 11.
На чемпионате мира по нокаут-системе (Москва, 2001) вышла в финал и в финальном матче победила Александру Костенюк со счётом 5:3, завоевав звание чемпионки мира. На Олимпиаде (Блед, 2002) возглавляла китайскую команду, которая снова стала победительницей Олимпиады.
В 2001 году вышла замуж за катарского шахматиста Мохаммеда аль-Модиаки. С 2006 года выступает за Катар.

## Изменения рейтинга
| График не отображается по техническим причинам. Чтобы исправить это, воспроизведите график в новом формате, если это возможно. |